# Macuata
Macuata – prowincja w Dystrykcie Północnym, w Fidżi. W 2017 prowincję zamieszkiwało 65 978 osób. Położona na Vanua Levu. Powierzchnia Macauty wynosi 2004 km². Główne miasto prowincji to Labasa.